# DC vs Marvel: O Conflito do Século
DC vs. Marvel (edições #2–3 intituladas Marvel vs. DC) é uma série de minisséries crossovers em quadrinhos publicado pelas editoras DC e Marvel Comics de fevereiro a maio de 1996. Cada empresa publicaria duas edições da minissérie, daí a diferença de título entre as edições 1 e 4 como DC vs. Marvel Comics da DC e as edições 2–3 da Marvel como Marvel Comics vs. A minissérie foi escrita por Ron Marz e Peter David, com arte de Dan Jurgens e Claudio Castellini.
A minissérie crossover especial colocou os super-heróis da Marvel Comics contra seus colegas da DC em batalha. O resultado de cada batalha foi determinado por votação dos leitores, que foi distribuída antecipadamente nas lojas de quadrinhos.
Em fevereiro de 2024, foi anunciado que os crossovers seriam publicados em edição omnibus.

## Enredo
Duas entidades que são irmãs, conhecidas como Universo DC e Universo Marvel, se deram conta da existência um do outro. Eles desafiam um ao outro a umas séries de duelos que envolvem os super-heróis de seus respectivos universos, com o universo perdedor que deixa de existir. Há onze confrontos primários entre os heróis, com o resultado de cinco lutas que são determinado por votos dos fãs. A Marvel recebe mais votos que a DC, embora o enredo não mostra um lado como sendo vitorioso. Os "irmãos" solucionam a situação criando um universo novo temporariamente, chamou o universo de Amalgam Comics que é ocupado por versões mescladas de muitos dos heróis como Dark Claw - uma fusão do Batman com Wolverine. Um viajante interdimensional chamado Access consegue restabelecer os universos ao seu estado normal.
Este conflito não mostra quem é melhor entre a DC e a Marvel.

## Confrontos
Enquanto vários personagens trocam de universo ao serem atingidos por uma luz misteriosa, causando encontros e desencontros, confrontos e alianças, um jovem chamado Axel Asher encontra um velho mendigo em um beco, que revela ser o protetor de um portal que se esconde em uma caixa de papelão, abrigando a energia dos dois universos que estão se fundindo, pois os Irmãos, depois de muito tempo, estão se percebendo, graças a eventos cósmicos. É dessa caixa que partem os raios que trocam os personagens de universo.
O mendigo revela a Axel que os dois universos são “Irmão em conflito” para saber quem é o mais forte e mais, O mendigo revela que Axel, assim como eles nascem como fragmentos dos Irmãos e por isso tinha o dever de proteger o portal e poderem viajar pelos universos.
Os Irmãos, para decidirem quem é o mais forte, escolhem campeões dos seus universos e derrotado será destruído.
Os resultados de algumas lutas foram escolhidos por votações dos leitores, por isso alguns resultados são comentados até hoje, como a derrota de Lobo para Wolverine.
Neste segundo encontro entre os personagens DC e Marvel, podemos ver o que acontece quando Superman enfrenta Venom, Jubileu encara Duas-Caras e X-Men versus Liga da Justiça!
Muito superior ao primeiro encontro, esta segunda mini-série nos apresenta um pouco a vida de Acesso, o personagem que deve manter os dois universos coesos.
É uma mini-série que não trouxe nenhuma repercussão futura em nenhum dos dois universos.
As Lutas
- Thor Vs. Capitão Marvel
- Namor Vs. Aquaman
- Flash (Wally West) Vs. Mercúrio
- Jubileu Vs. Robin (Tim Drake)
- Surfista Prateado Vs. Lanterna Verde (Kyle Rayner)
- Mulher Gato Vs. Elektra

As Lutas decididas pelos leitores:
- Superman Vs. Hulk
- Wolverine Vs. Lobo
- Superboy Vs. Homem-Aranha
- Tempestade Vs. Mulher Maravilha
- Batman Vs. Capitão América

As lutas polêmicas foram de Wolverine/Lobo e Mulher Maravilha/Tempestade. Os mutantes talvez tenham ganhado graças à popularidade dos X-Men (na época nas HQS e desenho animado).
Durante as lutas, o mendigo libera o poder dentro de Axel, que se torna Acesso, guardião do portal.
Enquanto isso, o Espectro e o Tribunal Vivo, para evitar a destruição de um dos universos, usam seus poderes para fundir os dois universos, se tocando, surgindo, em seguida, o Universo Amálgama, fusão dos universos Marvel e DC e ainda uma fusão poderosíssima dos dois Irmãos.
Dentro desse universo surgem fusões de vários personagens (Garras das Trevas, uma fusão de Wolverine e Batman; Supersoldado: Superman + Capitão América, etc.), inclusive dos Titãs.
Depois de aventuras do universo Amálgama, Acesso finalmente descobre sobre o esforço conjunto de Espectro e Tribunal Vivo. Assim, Acesso volta a Terra e encontra o mendigo, moribundo, que revela seu nome: Morty, que aumenta mais ainda o poder de Axel, que revela ter escondido os fragmentos dos Irmãos em Batman e Capitão América, usando-os. Acesso garante poderes escondidos neles para que Espectro e Tribunal Vivo possam refazer os universos, ou seja, acabando com o Amálgama. Acesso leva até os irmãos Batman e Capitão América, que acabam mostrando-lhes que os universos podem continuar co-existindo e ainda sim serem únicos. Os dois irmãos apertam as mãos e soltam uma frase: “Você lutou bem!”. Assim termina.
Participação dos Titãs
Kyle Rayner antes de MARVEL VS DC se encontrou com o Surfista Prateado e se encontrou novamente com ele durante as lutas.
Robin III além de lutar com Jubileu, inicia um namoro com ela e ainda surge uma fusão entre Robin e Jubileu: Sparrow.
Superboy luta com Homem Aranha e no Universo Amálgama faz fusão com ele, surgindo o Spider-Boy.
Exterminador aparece lutando com o Justiceiro e ganha uma versão amalgamada feminina com o Demolidor: Dare
Surgiu ainda um amalgama de Asa Noturna, Robin III e Cavaleiro da Lua: MoonWing 
Impulso foi fundido a Mercúrio, assim surgiu Mercury
Flash( Wally West) vence Mercúrio e ainda ganha uma versão Amálgama: Speed-Demon (Motoqueiro-Fantasma + Flash)
Surgiu a equipe X-Patrol, amalgama da Patrulha do Destino, X-force e Novos Titãs.Amalgamas de Titãs que faziam parte da equipe: Beastling (Mutano + Fera); Shatterstarfire, fusão de Estelar e Shatterstar; Dial H for HUSK (Amalgama de Disque H para HERO & Husk, que se transforma em alguém parecido com a Moça Maravilha); Rapina e Adaga, um amalgama de Rapina I e Columba & Manto e Adaga; Terra-X (Amalgama de Terra & Terrax); Raveniya ( Ravena + Aliya); Brother Blood (fusão de Irmão Sangue e Ninhada); Jericho uma fusão de Jericó, X-Man & Bloko ou Coisa.
OBS.: Muitos personagens citados aqui são do Universo Marvel, da Editora Marvel, ou seja não fazem parte da DC COMICS e são marcas registradas; Acesso pertencia à as duas editoras.
Vale lembrar que o confronto entre Batman e Capitão América teve empate na votação então coube aos roteiristas da história decidir o vitórioso por assim então o vencedor foi Batman.
Os confrontos deram uma "vitória" para a Marvel (se ignorarmos confrontos que não têm seu resultado revelado) e são esses:
| Confronto                            | Vencedores        | Votação dos fãs                    |
| Superman vs. Hulk                    | Superman          | Sim                                |
| Capitão América vs. Batman           | Batman            | "Sim mas deu um Empate na votação" |
| Mulher Maravilha vs. Tempestade      | Tempestade        | Sim                                |
| Flash vs. Mercúrio                   | Flash             | Sim                                |
| Mulher-Gato vs. Elektra              | Elektra           | Sim                                |
| Robin vs. Jubileu                    | Robin             | Sim                                |
| Surfista Prateado vs. Lanterna Verde | Surfista Prateado | Sim                                |
| Aquaman vs. Namor                    | Aquaman           | Sim                                |
| Superboy vs. Homem-Aranha            | Homem-Aranha      | Sim                                |
| Capitão Marvel vs. Thor              | Thor              | Sim                                |
| Wolverine vs. Lobo                   | Wolverine         | Sim                                |

Outros combates foram caracterizado brevemente, incluindo Aço vs. Homem de Ferro e Gavião Arqueiro vs. Arqueiro Verde, embora o resultado nunca foi revelado. Efetivamente, a disputa entre os dois universos ficou indefinida.
O Homem-Aranha que lutou contra o Superboy era Ben Reilly, o clone de Peter Parker e antigo Aranha Escarlate, com seu novo uniforme.